# Szent Mihály és Gábriel arkangyalok fatemplom (Keresztespatak)
A keresztespataki Szent Mihály és Gábriel arkangyalok fatemplom műemlékké nyilvánított épület Romániában, Arad megyében. A romániai műemlékek jegyzékében az  AR-II-m-B-00599 sorszámon szerepel.